# Tetrazepam

Strukturformel för tetrazepam.

Tetrazepam, summaformel C16H17ClN2O, är ett bensodiazepinderivat med anxiolytisk och muskelavslappnande verkan.
Substansen är narkotikaklassad och ingår i förteckning P IV i 1971 års psykotropkonvention, samt i förteckning IV i Sverige.